# Копальні царя Соломона (фільм, 1985)
«Копальні царя Соломона» («King Solomon's Mines») — американська пригодницька кінокомедія 1985 року, знята режисером Дж. Лі Томпсоном, з Шерон Стоун і Річардом Чемберленом у головних ролях.

## Сюжет
Пригодницький фільм за романом Райдера Хаґґарда. Батько головної героїні вирушає на пошуки діамантових копалень царя Соломона і пропадає безвісти. Чарівна Джессі Х'юстон починає ризиковане сафарі для його порятунку.

## У ролях
- Шерон Стоун — Джессі Х'юстон
- Річард Чемберлен — Аллан Квотермейн
- Джон Ріс-Девіс — роль другого плану
- Кен Гампу — роль другого плану
- Сем Вільямс — роль другого плану
- Шейке Офір — роль другого плану
- Ендрю Вейлі — роль другого плану
- Невілл Томас — роль другого плану
- Херберт Лом — роль другого плану
- Бернард Арчард — епізод
- Пол Бірчард — епізод

## Знімальна група
- Режисер — Дж. Лі Томпсон
- Сценаристи — Джин Квінтано, Джеймс Р. Сайк
- Оператор — Алекс Філліпс (молодший)
- Композитор — Джері Голдсміт
- Художник — Лучано Спадоні
- Продюсери — Йорам Глобус, Роні Яков, Менахем Голан